# Tianzhou 6
Tianzhou 6 (天舟五号; Tiānzhōu èrhào) är en flygning av Kinas obemannat lastrymdskepp, Tianzhou. Farkosten sköts upp med en Chang Zheng 7-raket, den 10 maj 2023. Några timmar efter uppskjutningen dockade farkosten med den kinesiska rymdstation Tiangong.
Målet med flygningen var att leverera förnödenheter och utrustning till rymdstationen.
Farkosten lämnade rymdstationen den 12 januari 2024 och brann upp i jordens atmosfär den 19 januari 2024.